# Abbes Zerhouni
Abbes Akram Zerhouni (* 28. Juni 1988) ist ein algerischer Fußballschiedsrichterassistent.
Seit 2017 steht Zerhouni auf der Liste der FIFA-Schiedsrichter und ist an der Spielleitung internationaler Fußballspiele beteiligt, unter anderem in der CAF Champions League.
Beim Afrika-Cup 2024 in der Elfenbeinküste leitete Zerhouni drei Spiele. Zudem war er unter anderem Schiedsrichterassistent bei der U-20-Afrikameisterschaft 2021 in Mauretanien, bei der U-20-Weltmeisterschaft 2023 in Argentinien, beim FIFA-Interkontinental-Pokal 2024 in Katar, in der afrikanischen WM-Qualifikation sowie bei diversen Qualifikations- und Freundschaftsspielen.